# مهندسی نظامی
مهندسی جنگ، مهندسی رزمی یا مهندسی نظامی به شاخه‌ای از مهندسی گفته می‌شود که در جهت مدیریت و طراحی مانورها، عملیات‌ها و مسائل مرتبط به آنها فعالیت می‌کند.
براساس تعریف ناتو مهندسی جنگ -فارغ از گرایش‌ها و خدمات- برای مدیریت کردن و سازمان دادن محیط عملیات و نبردها فعالیت می‌کند و در مانورها با بخش پشتیبانی برای محافظ از نیروها و بهبود عملکرد و کارایی ادوات جنگی و انفجاری و محافظت محیطی با کمک گرفتن از هوش مهندسی و تجسس نظامی همکاری می‌کند. مهندسی جنگ شامل خدمات تعمیر و نگهداری وسایل و ماشین‌آلات جنگی نمی‌شود.

## تاریخچه
مهندسی جنگ از قدیمی‌ترین مهندسی‌هاست که بشر از زمان‌های دور برای مقابله با دشمن از تکنیک‌هایش استفاده می‌کرده‌است. در ابتدا این مهندسی به عهدهٔ مهندس عمران بود که در سده ۲۰ از این تخصص جدا شد و به صورت یک تخصص با رویکرد نظامی به فعالیت خود ادامه داد که در دانشکده‌های نظامی مباحث آن تدریس می‌گردد.